# Michael Paget
Michael "Padge" Paget (ur. 12 września 1978) – walijski muzyk. Członek metalcorowej grupy Bullet for My Valentine. Grę na gitarze zaczął w wieku 17 lat, jego pierwszą gitarą był model Noisemaker 3000. Swoje inspiracje czerpał z zespołów takich jak Metallica, Iron Maiden, Nirvana i wiele innych. Jego poprzednim zespołem był Jeff Killed John, gdzie grał wraz z Mattem Tuckiem, Jasonem Jamesem i Michaelem Thomasem.

## Instrumentarium
Wzmacniacze
- 2 4X12 Standard Mesa Boogie Rectifier Cab-Straight[3]
- 2 Triple Mesa Boogie Rectifier Solo Head[3]

Gitary
- ESP V Sygnowana własnym nazwiskiem
- ESP LTD EC-1000 VB
- ESP Ninja Sygnowana przez Michaela Amotta
- ESP Dave Mustaine przetworniki Seymour Duncans zmienione na EMG 81 & EMG 60
- ESP Eclipse jedna w kolorze Vintage Black, druga w kolorze Trans Cherry
- ESP Explorer Black podczas występów w Brixton
- Gibson Flying V podczas występów w Brixton
- Gibson Explorer podczas 2005 download test
- Jackson RR5 PRO w kolorze czarnym.

Struny/Kostki
- Rotosound Blues .010-.052, zarówno Paget jak i Matthew Tuck zamiast struny .052 używają .056
- Jim Dunlop Nylon .73mm/.88mm

## Wideografia
- Michael Paget of Bullet for My Valentine - Metal Rhythm (DVD, 2010, Rock House Method)